# کافه زیر دریا
کافه زیر دریا (Il bar sotto il mare) اولین اثر ترجمه شده استفانو بننی به فارسی است.
این کتاب شامل داستان‌هایی متفاوت و در سبکهای مختلف و آمیخته با طنزی نادر و خاص است.
مترجم آن به فارسی، رضا قیصریه و ناشر آن انتشارات کتاب خورشید است.

### سبک
نثر ساده و روان، حضور پررنگ راوی، دغدغه‌های هستی‌شناسانه در کنار نوعی داستان‌گویی مینیمالیستی، و طنز و شیطنت‌های زبانی را می‌توان بخشی از ویژگی‌های مشترک آثار داستانی ایتالیا دانست و همه این‌ها به نحوی در آثار استفانو بنی از جمله «کافه زیر دریا» نیز به چشم می‌خورد. بنی در این کتاب به فرم، روایت در روایت، ساخت‌های تجربی و تاکید بر عمل روایت اهمیت می‌دهد و از این رو می‌توان این کتاب او را تجلی ویژگی‌های شاخص ادبیات ایتالیایی دانست.